# Maximiliano Guilherme da Saxónia
Maximiliano Guilherme da Saxônia (em alemão: Maximilian Wilhelm August Albert Karl Gregor Odo Prinz von Sachsen; Dresden, 17 de novembro de 1870 – Friburgo, 12 de janeiro de 1951), foi um Príncipe da Saxônia, sétimo filho, terceiro varão do rei Jorge I da Saxônia, e de sua esposa, a infanta Maria Ana de Portugal. Era sacerdote da Igreja Católica e autor de língua alemã.

## Padre
Maximiliano nasceu em Dresden, capital do Reino da Saxónia, sendo o sétimo dos oito filhos do príncipe Jorge da Saxónia e da sua esposa, a infanta Maria Ana de Portugal. Nasceu com os títulos de príncipe e duque da Saxónia e com a forma de tratamento Sua Alteza Real. Entre os seus irmãos encontrava-se o rei Frederico Augusto III da Saxónia e da princesa Maria Josefa, mãe do último imperador da Áustria, Carlos I.
A 26 de Julho de 1896, apesar de a sua família se ter oposto inicialmente, o príncipe Maximiliano entrou na igreja e foi ordenado padre. Renunciou aos seus direitos de sucessão ao trono da Saxónia ao tornar-se padre e também se mostrou determinado a recusar o apanágio a que tinha direito no Reino da Saxónia.

## Professor
Em janeiro de 1899, o príncipe Maximiliano tornou-se doutor de Teologia depois de se licenciar na Universidade de Würzburg. Depois de trabalhar como padre numa igreja em Nuremberga, a 21 de agosto de 1900, o príncipe Maximiliano aceitou o cargo de professor de Direito Canónico na Universidade de Friburgo.
Em finais de 1910, o príncipe Maximiliano causou controvérsia quando publicou um artigo num periódico eclesiástico sobre a união das igreja ortodoxa com a igreja romana. O príncipe Maximiliano argumentou que se devia renunciar aos seis dogmas para facilitar o regresso dos cristãos ortodoxos à Igreja Católica Romana. Como resultado, Maximiliano foi convocado pelo Papa Pio X para explicar o seu artigo. No final, o papa concordou em retrair o artigo e Maximiliano assinou uma declaração a reconhecer que tinha cometido erros no seu artigo e foi anunciado que o príncipe tinha renovado a sua completa e incondicional adesão às doutrinas da Igreja Católica Romana.

## Guerra
Durante a Primeira Guerra Mundial, o príncipe Maximiliano prestou serviço como capelão do exército e, nesta posição, tentou prestar assistência aos soldados feridos, administrava o sacramento final aos moribundos e dizia a missa sob fogo inimigo. Estava ligado aos prisioneiros franceses de guerra uma vez que se dedicava ao seu bem-estar. Também utilizou o escritório internacional em Genebra para enviar notícias aos familiares dos prisioneiros franceses.
Após a derrota do Império Alemão na guerra, o seu irmão Frederico Augusto III foi forçado a abdicar, uma vez que a monarquia foi abolida. O príncipe Maximiliano morreu em Friburgo na Suíça.

## Genealogia
| Maximiliano da Saxónia | Pai: Jorge I da Saxónia    | Avô paterno: João I da Saxónia         | Bisavô paterno: Maximiliano, príncipe-herdeiro da Saxónia |
| Maximiliano da Saxónia | Pai: Jorge I da Saxónia    | Avô paterno: João I da Saxónia         | Bisavó paterna: Carolina de Parma                         |
| Maximiliano da Saxónia | Pai: Jorge I da Saxónia    | Avó paterna: Amélia Augusta da Baviera | Bisavô paterno: Maximiliano I José da Baviera             |
| Maximiliano da Saxónia | Pai: Jorge I da Saxónia    | Avó paterna: Amélia Augusta da Baviera | Bisavó paterna: Carolina de Baden                         |
| Maximiliano da Saxónia | Mãe: Maria Ana de Portugal | Avô materno: Fernando II de Portugal   | Bisavô materno: Fernando de Saxe-Coburgo-Gota             |
| Maximiliano da Saxónia | Mãe: Maria Ana de Portugal | Avô materno: Fernando II de Portugal   | Bisavó materna: Maria Antônia de Koháry                   |
| Maximiliano da Saxónia | Mãe: Maria Ana de Portugal | Avó materna: Maria II de Portugal      | Bisavô materno: Pedro IV de Portugal                      |
| Maximiliano da Saxónia | Mãe: Maria Ana de Portugal | Avó materna: Maria II de Portugal      | Bisavó materna: Maria Leopoldina de Áustria               |